# Маркеджани, Лука
Лу́ка Марке́джани (итал. Luca Marchegiani; род. 22 февраля 1966, Анкона) — итальянский футболист, вратарь.

## Биография
Профессиональную карьеру начал в 1983 году, в клубе «Ези», играющем в низших дивизионах Италии.
На протяжении 9 лет (в период с 1993—2003) защищал ворота римского «Лацио», а также играл за клуб «Торино».
В своё время Маркеджани был самым дорогостоящим вратарём в мире, когда он перешёл в «Лацио» из клуба «Торино» за 6 млн. фунтов.
Лука играл за сборную Италии и принял участие в Чемпионате мира 1994 года, где сыграл в трёх матчах, включая два на групповом этапе, в первом из которых он вышел на поле после удаления основного голкипера Джанлуки Пальюки.
В настоящее время работает экспертом на Sky Italia. Его сын Габриэле также стал футбольным вратарём.